# Acquedotto di Eupalino
L'acquedotto o tunnel di Eupalino (in greco Ευπαλίνειο όρυγμα?, Efpalíneio órygma), sull'isola di Samo, in Grecia, è un'opera idraulica in galleria che si sviluppa per una lunghezza di 1036 m, costruita nel VI secolo a. C. con funzioni di acquedotto. È il secondo esempio storico che si conosce di galleria scavata da entrambe le estremità (in greco antico: αμφίστομον?, amphístomon, "che ha due aperture"), e la prima a essere realizzata con un approccio basato sulla geometria. Nel ventunesimo secolo è diventato una popolare attrazione turistica.

## Quadro storico

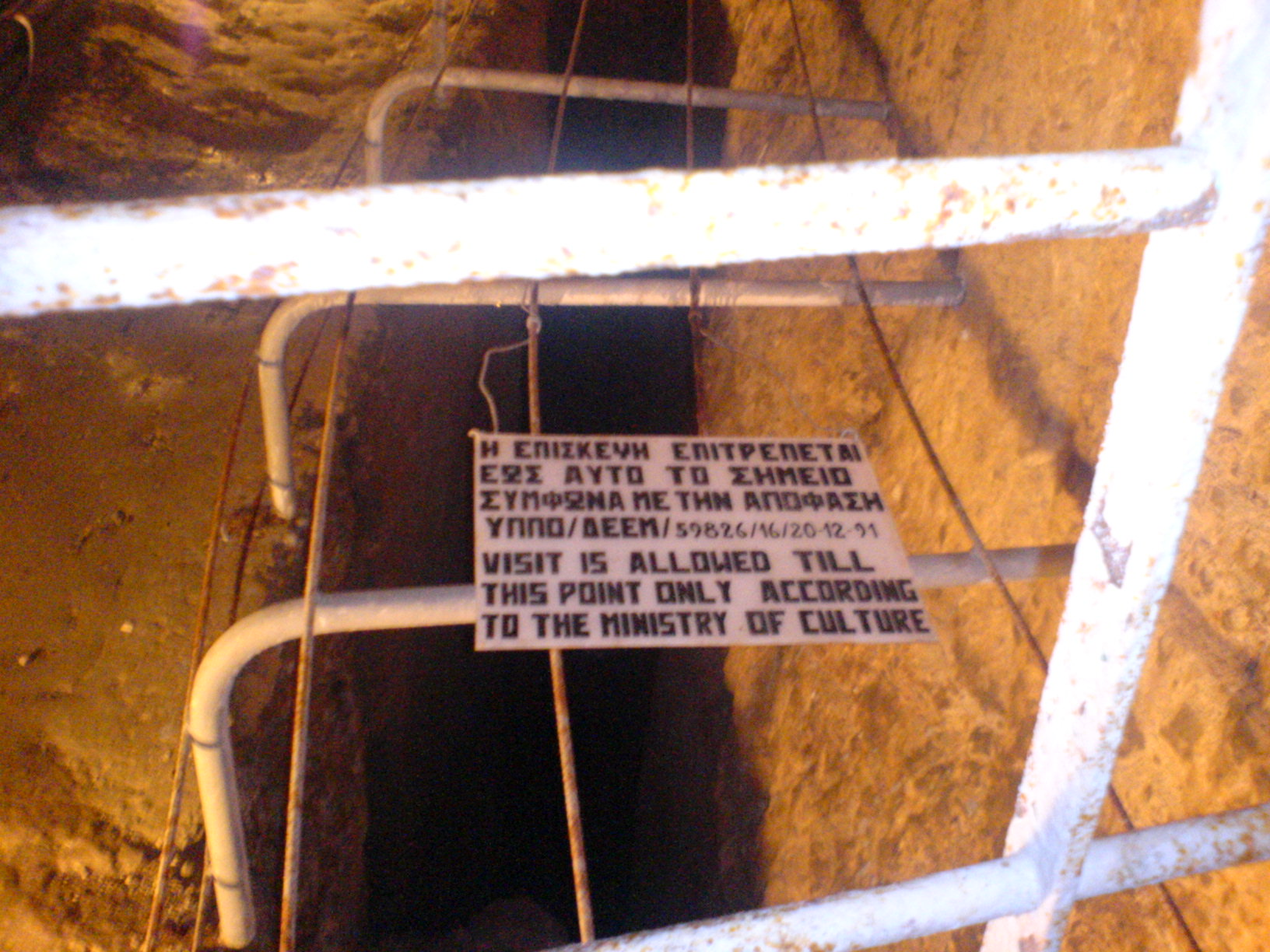
Il segnale che indica la fine della parte di galleria aperta al pubblico

Nel VI secolo a.C. Samo era sotto il potere del famoso tiranno Policrate. Durante il suo dominio, due squadre, che lavoravano sotto la direzione dell'architetto Eupalino di Megara, scavarono una galleria attraverso il monte Kastro e costruirono un acquedotto per rifornire di acqua corrente l'antica capitale dell'isola di Samo (ora chiamata Pythagoreion). Si trattava di un'opera di difesa di estrema importanza, poiché il fatto che l'acquedotto fosse sotterraneo non poteva essere facilmente individuato da un nemico che, altrimenti, avrebbe potuto tagliarlo e interrompere l'afflusso d'acqua.
L'acquedotto di Eupalino fu utilizzato per un migliaio di anni, come dimostrato dalle testimonianze archeologiche. Fu riscoperto nel 1882-1884 ed è stato aperto ai visitatori.

## Il testo di Erodoto
L'acquedotto di Eupalino, è citato da Erodoto, senza il cui testo non sarebbe stato scoperto:
(Erodoto, Storie, 3.60)

## Descrizione
La galleria captava l'acqua da una sorgente interna, che era stata coperta e quindi nascosta ai nemici. Un canale sotterraneo, scandito da pozzetti per l'ispezione periodica, si snoda lungo la collina fino alla bocca settentrionale del tunnel. Un canale simile, nascosto e sepolto appena sotto la superficie del terreno, conduce dall'uscita meridionale verso est, nella città di Pythagoreion.
Nella montagna stessa, l'acqua scorreva, dentro tubature, in un canale separato a diversi metri sotto il canale di accesso umano, collegato da passaggi verticali o da trincee.
La metà meridionale della galleria è stata scavata con una dimensione maggiore di quella settentrionale, che a tratti è larga appena per essere attraversata con difficoltà da una persona, e ha un tetto a capanna fatto di lastre di pietra, per prevenire frane. Lo scavo della metà meridionale, al contrario, era stata agevolato dal fatto di attraversare uno strato di roccia più stabile.
Le due mezze gallerie seguono due percorsi contrapposti che si incontrano con un angolo a gomito, una tecnica che fu adottata per evitare che i due tunnel, correndo paralleli, non si incrociassero.

## Tecniche di rilevamento
Il metodo utilizzato da Eupalino per permettere ai due gruppi di incontrarsi nel mezzo della montagna è documentata da Hermann J. Kienast e altri ricercatori. Nel pianificare lo scavo, Eupalino usò principi ben noti di geometria, che sarebbero stati codificati negli Elementi di Euclide secoli più tardi. Con una lunghezza di 1.036 metri, l'acquedotto sotterraneo di Eupalino è famoso oggi come uno dei capolavori di ingegneria antica.
Eupalino era consapevole che errori nella misurazione avrebbero potuto fargli perdere il punto d'incontro delle due squadre, con possibile deviazione sia in orizzontale sia in verticale. Ha quindi fatto uso delle seguenti tecniche.

### Piano orizzontale
Dal momento che due linee che corrono parallele non si incontrano, Eupalino sapeva che un errore di oltre due metri in orizzontale gli avrebbe fatto mancare il punto d'incontro (la sezione della perforazione era di circa 1,8 per 1,8 m). Dopo aver calcolato la posizione prevista del punto di intersezione, cambiò la direzione di entrambe le gallerie, come mostrato nel disegno (una a sinistra e l'altro a destra), garantendo così un punto di passaggio, che altrimenti sarebbe mancato se le gallerie fossero state parallele e distanti.

### Piano verticale
Allo stesso modo, c'era una possibilità teorica di deviazioni in senso verticale. Anche se le sue misure, di fatto, si sarebbero rivelate molto accurate, tuttavia per Eupalino era inaccettabile correre il rischio di un insuccesso. Per aumentare la probabilità di incontro tra i due tunnel, alzò l'altezza delle due gallerie. In quella settentrionale mantenne il pavimento orizzontale e aumentò l'altezza del soffitto, mentre nel tunnel meridionale, mantenne il tetto orizzontale e abbassò il livello del pavimento. Queste sue precauzioni in senso verticale si rivelarono non necessarie, dato che le misurazioni mostrano che nello scavo non c'era praticamente stato alcun errore: Kienast riporta una differenza nell'apertura verticale dei tunnel di soli quattro centimetri.